# Ellen Barkin
Ellen Rona Barkin (New York, 16 april 1954) is een Amerikaans actrice. Ze won zowel een Emmy Award als een Satellite Award voor haar hoofdrol in de televisiefilm Before Women Had Wings uit 1997. Dezelfde film leverde Barkin haar tweede nominatie voor een Golden Globe op, nadat ze eerder werd genomineerd voor Switch (1991).
Barkin trouwde in 1988 met acteur Gabriel Byrne, met wie ze zoon Jack (1989) en dochter Romey Marion (1992) kreeg. Nadat hun huwelijk in 1999 definitief op de klippen liep, hertrouwde ze in 2000 met de elf jaar oudere miljardair Ronald O. Perelman, maar in 2006 volgde nogmaals een echtscheiding.

## Filmografie
*Exclusief televisiefilms
| - Active Adults (2017) - Lucy - Hands of Stone (2016) - Stephanie Arcel - The Cobbler (2014) - Elaine Greenawalt - Very Good Girls (2013) - Norma - Another Happy Day (2011) - Lynn - Shit Year (2010) - Colleen - The Chameleon (2010) - Kimberly Miller - Twelve (2010) - Jessica's moeder - Operation Endgame (2010) - Empress - Happy Tears (2009) - Shelly - Brooklyn's Finest (2009) - Agent Smith - Ocean's Thirteen (2007) - Abigail Sponder - Trust the Man (2005) - Norah - Palindromes (2004) - Joyce Victor - She Hate Me (2004) - Margo Chadwick - Someone Like You... (2001) - Diane Roberts - Mercy (2000) - Det. Catherine Palmer - Crime and Punishment in Suburbia (2000) - Maggie Skolnick - The White River Kid (1999) - Eva Nell La Fangroy - Drop Dead Gorgeous (1999) - Annette Atkins - Fear and Loathing in Las Vegas' (1998) - Waitress at North - Mad Dog Time (1996) - Rita Everly - The Fan (1996) - Jewel Stern - Wild Bill (1995) - Calamity Jane | - Bad Company (1995) - Margaret Wells - This Boy's Life (1993) - Caroline Wolff Hansen - Into the West (1992) - Kathleen - Man Trouble (1992) - Joan Spruance - Mac (1992) - Oona Goldfarb - Switch (1991) - Amanda Brooks - Sea of Love (1989) - Helen Cruger - Johnny Handsome (1989) - Sunny Boyd - Siesta (1987) - Claire - Made in Heaven (1987) - Lucille - The Big Easy (1987) - Anne Osborne - Down by Law (1986) - Laurette - Desert Bloom (1986) - Aunt Starr - Terminal Choice (1985) - Mary O'Connor - The Adventures of Buckaroo Banzai Across the 8th Dimension (1984) - Penny Priddy - Harry & Son (1984) - Katie Wilowski - Eddie and the Cruisers (1983) - Maggie Foley - Enormous Changes at the Last Minute (1983) - Virginia - Daniel (1983) - Phyllis Isaacson - Tender Mercies (1983) - Sue Anne - Diner (1982) - Beth Schreiber - Up in Smoke (1978) - Vrouw speelt gitaar |

## Trivia
- Barkin speelde samen met Robert De Niro in zowel This Boy's Life als The Fan.
- Barkin speelde samen met Al Pacino in zowel Sea of Love als Ocean's Thirteen.
- Barkin speelde samen met Gabriel Byrne in zowel Siesta, Into the West als Mad Dog Time.

- Biblioteca Nacional de España: XX1109980
- Bibliothèque nationale de France: cb13985264s (data)
- Gemeinsame Normdatei: 132188686
- International Standard Name Identifier: 0000 0001 2279 5404
- Library of Congress Control Number: n94000326
- MusicBrainz: 10f3d2e3-4007-4ef0-9b25-fa875bc641c2
- Nationale Bibliotheek van Tsjechië: xx0162699
- Nationale Bibliotheek van Israël: 987007317589505171
- Nederlandse Thesaurus van Auteursnamen: 074076590
- SNAC: w6xh0mnb
- Système universitaire de documentation: 060243406
- Virtual International Authority File: 46955271
- WorldCat: E39PBJvCKcHC4qdYKjKJ8p6R8C